# UŠS Fortuna Mostar
UŠS Fortuna je bosanskohercegovački nogometni klub iz Mostara.

## Povijest
Klub je osnovan 2015. godine. Klub ima i mlađe uzrasne kategorije koje se natječu u županijskim ligaškim natjecanjima.
U sezoni 2022./23. seniorska momčad se priključila natjecanju u 1. županijskoj ligi HNŽ. U sezoni 2023./24. osvajaju županijsku ligu i ostavaruju plasman u viši rang natjecanja Drugu ligu FBiH - Jug

## Pregled plasmana po sezonama
| Sezona    | Rang | Liga                   | Plasman | Izvori |
| --------- | ---- | ---------------------- | ------- | ------ |
| 2022./23. | IV.  | 1. županijska liga HNŽ | 5.      | [ 2 ]  |
| 2023./24. | IV.  | 1. županijska liga HNŽ | 1. ↑    | [ 3 ]  |
| 2024./25. | III. | Druga liga FBiH – Jug  | –       |        |